# 春日部市立武里小学校
春日部市立武里小学校（かすかべしりつ たけさとしょうがっこう）とは、埼玉県春日部市備後西に位置する公立小学校。

## 概要
1873年に開校し、前身の備後学校を勝林寺に創設したのが始まりであり、1879年(明治12年) 6月の群区改正の際に、備後須賀に1校を設置し、格致学校と称し、6月5日を開校記念日とした。1886年4月に校名を備後学校と改め、1887年11月に現在地に校舎を新築する。1892年9月に高等科を併置し、校名を武里尋常高等小学校と改名し、1908年4月に尋常科の修業年限を6ヵ年とし、高等科は2ヵ年とした。
1924年(大正13年)3月には、新校舎が落成し、1941年(昭和16年)4月に校名を武里国民学校と改め、1947年4月には校名を武里村立武里小学校と改名し、1954年7月には町村合併によって現在の春日部市立武里小学校と改める。
1968年9月には校歌を制定し、1975年に開校百周年記念事業を実施し、百年史を発行する。2003年(平成15年)11月には、開校130周年記念事業を実施する。

## 所在地
- 埼玉県春日部市備後西５丁目５番２号

## 出身者
- 三遊亭五九楽 - 落語家
- 桂小南 - 落語家
- 石川良三 - 元春日部市市長

## 交通アクセス
- 東武伊勢崎線一ノ割駅 - 徒歩15分
- 東武伊勢崎線武里駅 - 徒歩15分[2]